# Antiguo Colegio de Teólogos de San Isidoro
El Antiguo Colegio de Teólogos de San Isidoro de la Diócesis de Cartagena está situado en el casco antiguo de la ciudad de Murcia (Región de Murcia, España). El colegio, fundado a principios del siglo XVIII por el obispo cardenal Luis Belluga y Moncada, ha sido sede de la Universidad Literaria (1840) y la Universidad Libre de Murcia (1869-1873) y de un buen número de institutos de Bachillerato, entre los que destaca el antiguo Instituto Provincial de Segunda Enseñanza de Murcia (1837), creado tras la Desamortización de Mendizábal. 
El inmueble, que acogió desde 1939 hasta 1966 al Instituto Alfonso X el Sabio y que acoge actualmente al IES Licenciado Francisco Cascales, forma un importante conjunto monumental junto al Seminario Mayor de San Fulgencio, la Iglesia de San Juan de Dios y el Palacio Episcopal de Murcia. En 2018 ha sido declarado Bien de Interés Cultural con categoría de monumento.

## Historia
Se trata de una de las fundaciones educativas del eminente prelado Luis Belluga y Moncada (obispo de Cartagena entre 1705 y 1724), junto al Seminario Menor de San Leandro. Sin embargo el Colegio de Teólogos de San Isidoro no se creó de forma definitiva hasta 1733, durante el episcopado de Tomás José Ruiz Montes, aprobado por breve de Clemente XII y con la protección de Felipe V, aunque en la práctica no comenzó a impartir enseñanza hasta varios años después, cuando el edificio actual quedó concluido (en 1767) durante el episcopado de Diego de Rojas y Contreras. Llegó a ser rector del mismo el erudito e historiador Juan Lozano Santa.
Fue tras la Desamortización de Mendizábal, ya en el siglo XIX, cuando cambió el uso del edificio. Su historia como Instituto Provincial de Segunda Enseñanza de Murcia, tercero de los fundados en España (tras los de Palma de Mallorca y Guadalajara) comenzó el 5 de octubre de 1837, cuando el entonces Jefe político de la provincia, Agustín Álvarez de Sotomayor, remite a la superioridad el expediente donde solicitaba la creación de un Instituto de secundaria en la capital murciana. Entendiendo el Gobernador que debía aplicarse para ello parte de los bienes obtenidos en el proceso desamortizador iniciado poco antes, como era el caso del antiguo Colegio de Teólogos. 
Como era de esperar, el Instituto pronto se erigió en el máximo referente académico y cultural de la Región de Murcia del momento. De hecho, en 1840, aprovechando el vacío de poder acaecido entre las Regencias de María Cristina y Espartero, la Junta Provisional de Gobierno de Murcia no dudó en suprimir el Instituto y convertirlo en Universidad Literaria. Este centro superior, que incluía estudios de Leyes, Medicina y Filosofía (con ciencias auxiliares) apenas funcionó durante un curso.
La segunda iniciativa para dotar a Murcia de estudios superiores consistió en la implantación, a raíz del Sexenio Revolucionario, de la llamada Universidad Libre de Murcia. Durante cuatro cursos académicos (de 1869-70 a 1873-74) se impartieron en ella enseñanzas de Derecho, Filosofía y Ciencias. En el plano legal la Universidad dependió siempre de la Diputación Provincial, pero científicamente fue tutelada en todo momento por el Instituto. Y es que la práctica totalidad de los profesores de este lo fueron también de la Universidad, a la vez que todas sus instalaciones materiales y científicas fueron facilitadas a este centro superior hasta su extinción.
En cuanto a la pugna social, debe recordarse que los Institutos Provinciales eran uno de los emblemas ideológicos de las fuerzas liberales, que pretendían priorizar un tipo de enseñanza laica y estatal frente a las órdenes religiosas. Es por ello que el centro de estudios murciano fue visto con recelo desde el ámbito eclesiástico.

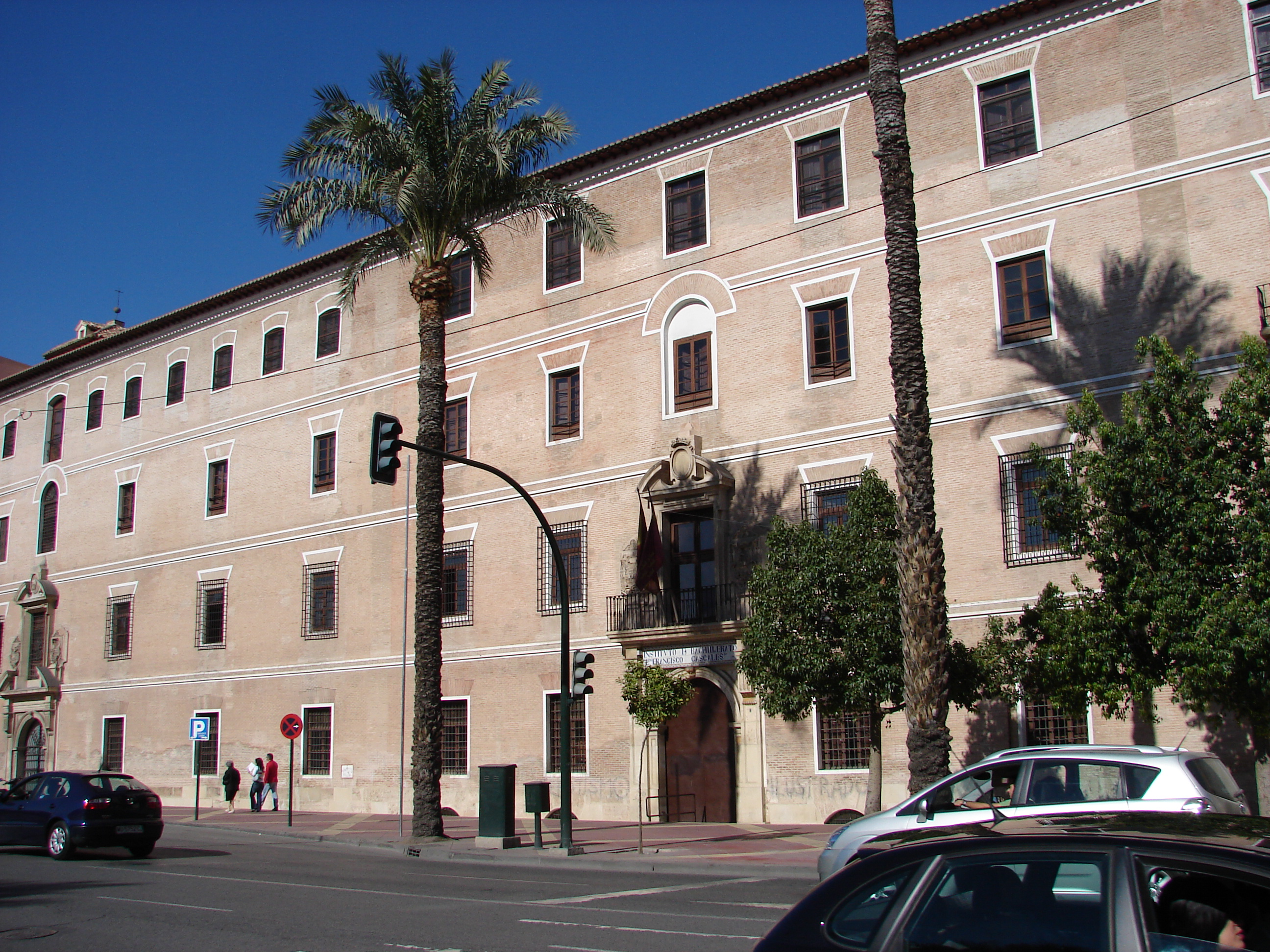
Vista de la fachada trasera del Antiguo Colegio de Teólogos de San Isidoro.

Importantes personalidades pasaron por las aulas del Instituto Provincial de Murcia, como el Premio Nobel de Literatura José Echegaray, el erudito murcianista Andrés Baquero (que llegó a ser director del mismo en 1904), los ministros Antonio García Alix, Juan de la Cierva y Peñafiel, Mariano Ruiz-Funes o el ingeniero Juan de la Cierva y Codorníu.
Con la creación de la definitiva Universidad de Murcia a finales de 1914, el edificio del Instituto Provincial le sirvió de primera sede entre 1915 y 1920.
En 1939, con la creación de otros institutos públicos en la ciudad de Murcia, se le dio el nombre de Instituto Alfonso X el Sabio. Centro que en 1966 acabó por trasladarse a una nueva edificación más amplia a las afueras de la ciudad, en el barrio murciano de Vistalegre, aunque el inmueble original continuó dedicado a la enseñanza secundaria acogiendo al Instituto Nacional de Enseñanza Media Floridablanca (1970-1974), al Instituto Nacional de Bachillerato Infante Don Juan Manuel (1974-1979), al Instituto de Bachillerato Mixto número 6, denominado finalmente IES Licenciado Francisco Cascales desde 1981 hasta la actualidad, recibiendo el nombre de este humanista murciano del siglo XVII.
Con fecha 24 de enero de 2018, el IES Licenciado Francisco Cascales de Murcia, actual inquilino del inmueble, fue declarado Bien de Interés Cultural.

## Arquitectura y patrimonio

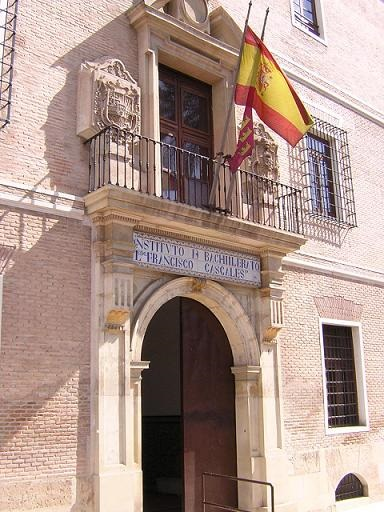
Portada sur del antiguo Colegio de Teólogos de San Isidoro. Actual entrada principal del IES Francisco Cascales

La construcción del edificio, reemprendida en 1742 bajo el mandato del obispo D. Juan Mateo, acabó en 1767, bajo el obispo D. Diego de Rojas, trabajando en su diseño y ejecución los arquitectos Martín Solera y Pedro Pagán, activos en obras de edificios contiguos como la Iglesia de San Juan de Dios (obra de Solera), el Seminario Mayor de San Fulgencio y el Palacio Episcopal (donde participó Pagán). 
Artísticamente destaca su fachada sur, que es la que da al río Segura, de estilo barroco civil murciano, de ladrillo visto, con tres plantas y ventanas. Su portada es de cantería, con una balconada en la parte superior y los escudos del Cardenal Belluga y del rey Felipe V. Entre esta portada y el llamado Martillo del Palacio Episcopal está la portada trasera del contiguo Seminario Mayor de San Fulgencio, muy parecida a la del Colegio de Teólogos, por la que actualmente también se accede al Instituto. 
La otra fachada, la norte, es la principal y se asoma a la calle Eulogio Soriano y la plaza del Cristo de la Salud, junto a la Iglesia de San Juan de Dios, en donde el revoco de color oculta los materiales constructivos a diferencia de la fachada posterior, aunque reserva para la planta baja el uso de materiales más nobles, como la piedra. La portada es ya neoclásica, más austera y sobria en sus formas estilísticas.
Del interior destaca el patio central, lleno de equilibrio, sobriedad y elegancia. También de ladrillo visto, con estructura adintelada sobre pilastras sobrepuesta a la de los arcos sobre pilares, tiene orden gigante, que ocupa las dos únicas plantas, y crujías cubiertas con bóvedas de arista.  La escalera principal, de mármol, es de una gran nobleza. 
La joya del conjunto la constituye el Salón de Actos, exquisito ejemplo de la arquitectura y decoración eclécticas, obra de 1906, ocupando lo que fue antiguo oratorio o capilla del Colegio de Teólogos, que cuenta con un ciclo pictórico de Vicente Inglés que se compone de San Isidoro predicando desde la cátedra, San Francisco de Sales, San Felipe Neri, Cristo Redentor, Virgen Dolorosa, Tránsito de San Alejo y Santa Irene, todas del siglo XVIII.
Diversas colecciones científicas y bibliográficas del antiguo Instituto Provincial se trasladaron a las actuales instalaciones del IES Alfonso X el Sabio, conservándose en el Museo Alfonso X el Sabio (MusaX).
El ciclo pictórico de Vicente Inglés, más un San Juan Nepomuceno de José Antonio Pérez Truyol, volvió a su ubicación original, el Salón de actos del IES Lcdo. Cascales, antiguo oratorio del Colegio de teólogos, el 21 de julio de 2021.